# 安东·库尔蒂
安东·埃米尔·库尔蒂，OC（Anton Emil Kuerti，1938年7月21日—），奥地利出生的加拿大钢琴家、音乐教师、作曲家和指挥家。作为一名独奏钢琴家，他已经获得了国际认可。

## 早年生活
库尔蒂出生在奥地利维也纳。小时候，他移民到美国，在波士顿跟随爱德华·戈德曼（Edward Goldman）学习钢琴。库尔蒂11岁时与波士顿流行乐团合作演奏了格里格钢琴协奏曲。库尔蒂在隆吉音乐学院学习音乐，在克里夫蘭音樂學院获得音乐学士学位，并在柯蒂斯音樂學院学习。他的老师包括阿瑟·莱塞，鲁道夫·塞尔金和米奇斯瓦夫·霍绍夫斯基。他16岁时还在巴尔的摩的皮博迪音乐学院跟随亨利·考埃尔学习；他后来为《皇后季刊》1995年秋季刊写了一篇文章：“亨利·考埃尔：美国音乐的捣蛋鬼（法語：Enfant terrible）”。

## 职业生涯
1965年，库尔蒂搬到了加拿大。后来他加入了多伦多大学的音乐系。他在大学的学生之一是钢琴家简·库普。
库尔蒂作为独奏家进行了广泛的巡演，在全加拿大150个社区演出，并与加拿大每一个专业乐团以及美国和其他地区的许多乐团合作。他还录制了许多专辑。他的唱片包括所有贝多芬的协奏曲和奏鸣曲、舒伯特的奏鸣曲、勃拉姆斯的协奏曲，以及许多其他作曲家的作品。他的贝多芬奏鸣曲专辑第1、2、3卷获得了1976年朱諾獎最佳古典音乐唱片，并7次被提名。
库尔蒂已获得9个荣誉学位。1985年约克大学博士（荣誉）；1985年劳伦森大学；1996年克利夫兰音乐学院；2001年纪念大学；2002年戴尔豪斯大学；2004年麦吉尔大学；2005年威爾弗里德·勞雷爾大學；2007年西安大略大学；2012年布兰登大学。1980年，他在安大略省帕里湾创办了古典音乐节“声音的节日”。
1998年，他被授予加拿大勋章。2007年，他作为访问教授被任命为蒙特利尔麦吉尔大学舒立克音乐学院一年期特别教授。2008年，库尔蒂获得了加拿大表演艺术领域的最高荣誉——总督表演艺术奖的终身艺术成就奖。
库尔蒂是穆雷代尔音乐会（英語：Mooredale Concerts）和穆雷代尔青年管弦乐团的名誉艺术总监，后者是由他已故的妻子、大提琴家克里斯廷·博焦（Kristine Bogyo）创建的、位于多伦多的一组小型的儿童和青少年管弦乐团。
2002年，库尔蒂指导了埃德蒙顿的车尔尼音乐节，以展示奥地利作曲家卡尔·车尔尼的作品，包括交响曲、弥撒曲、弦乐四重奏和五重奏、钢琴和弦乐作品、歌曲和各种室内作品。
2013年10月17日，库尔蒂在迈阿密的一场音乐会上中风。他仍在康复中。

## 政治观点
作为一个长期的和平活动家，库尔蒂在1966年签署了一份抗税誓言，以抗议越南战争，并被登记为良心拒服兵役者。在1988年加拿大联邦大选中，他是新民主党在唐谷北的参选人。
库尔蒂是犹太人，他公开谴责以色列在2009年对加沙的入侵。

## 荣誉
2016年，他被授予安大略省勋章。库尔蒂还获得了1956年国家音乐联盟奖；1957年费城交响乐团青年奖；1957年莱文特奖；1997年多伦多艺术奖；1998年魁北克Opus奖；2007年班夫中心国家艺术奖；2007年德国茨维考市罗伯特·舒曼奖；2012年伊丽莎白二世女王钻禧奖章。